# Sauregurkenzeit
Sauregurkenzeit (auch Saure-Gurken-Zeit) ist ein sprichwörtlicher Ausdruck, der seit dem späten 18. Jahrhundert in Gebrauch ist. Der Ausdruck bezeichnete ursprünglich eine Zeit, in der es nur wenige Lebensmittel gab; ähnliche Ausdrücke sind das englische season of the very smallest potatoes („Jahreszeit der kleinsten Kartoffeln“) und cucumber time („Gurkenzeit“).
Heute wird so unter Geschäftsleuten scherzhaft die Zeit des Hochsommers genannt, in der die meisten Leute Ferien machen und daher stille Geschäftszeit herrscht. Da sich zu dieser Zeit auch in Politik und Kulturleben wenig ereignet, wurde der Begriff vom Journalismus übernommen, um die nachrichtenarmen Wochen des Sommers zu bezeichnen, in denen die Seiten der Zeitungen häufiger als sonst mit nebensächlichen und kuriosen Meldungen gefüllt werden (die Verwendung ist also ähnlich der des „Sommerloches“).

## Ursprung des Begriffs
Motiv und Herkunft des erstmals aus Berlin belegten Ausdrucks sind unklar. Eine volksetymologische Erklärung verbindet ihn mit dem spätsommerlichen, also in die Ferienzeit fallenden, Angebot frisch eingelegter saurer Gurken aus dem Spreewald. Nach Salcia Landmann jedoch hat er mit sauren Gurken nichts zu tun, sondern ist eine – möglicherweise über das Rotwelsch vermittelte – Verballhornung des jiddischen Zóres- und Jókresszeit (von hebräisch zarót und jakrút; jiddisch zoro und joker), der „Zeit der Not und der Teuerung“.

„[…] „Ja, wenn nicht der Bonaparte wäre!“ – „’ne sappermente Wirtschaft!“ – „Na, man wird ja sehen.“ – „Und das Bier auch immer schlechter.“ – „Sauregurkenzeit, Herr Gevatter!“ […]“

## Verwendung im Ungarischen
Die ungarische Sprache kennt diesen Begriff ebenfalls als uborkaszezon (Gurkensaison). Die magyarisierte Form des Wortes Saison lässt darauf schließen, dass dieses Kompositum in seiner heutigen Form im 19. Jahrhundert entstanden sein dürfte. Allerdings ist das dahinter stehende Brauchtum älter. Der Begriff wird sowohl analog zur deutschen Sprache im übertragenen Sinn benutzt als auch nach wie vor im wörtlichen Sinne. Es ist die Zeit zu Beginn des Sommers, wenn  die salzigen „Sommergurken“ (ungarisch kovászos uborka) eingelegt werden. Der Name kommt vom ungarischen Wort für Sauerteig (Kovász); denn diese Gurken werden im Gegensatz zu den „Wintergurken“ nicht in Essig eingelegt und auch nicht durch Erhitzen haltbar gemacht, sondern verdanken ihren salzig-sauren Geschmack einer kurzen Milchsäuregärung. Die Gurken werden dazu nur in Salzwasser mit Gewürzen eingelegt und mit Hilfe einer Scheibe Brot vergoren, indem man die Gläser abgedeckt auf die Fensterbank beziehungsweise auf die Mauer des Arkadengangs oder auf die Terrasse stellt.